# Argentijns basketbalteam (mannen)
Het Argentijns nationaal basketbalteam representeert Argentinië tijdens internationale basketbalwedstrijden. Bij het allereerste wereldkampioenschap basketbal in 1950 won het team de gouden medaille, net zoals tijdens de Olympische Spelen van 2004 in Athene. In Zuid-Amerika is het team tijdens continentale kampioenschappen eveneens zeer succesvol. Het team won al elfmaal het kampioenschap.
De gouden medaille op de Olympische Spelen was op dezelfde dag als dat het voetbalelftal goud won bij de Olympische Spelen, te weten 28 augustus 2004. Dit waren de eerste gouden medailles voor Argentinië sinds de Olympische Zomerspelen van 1952 in Helsinki.

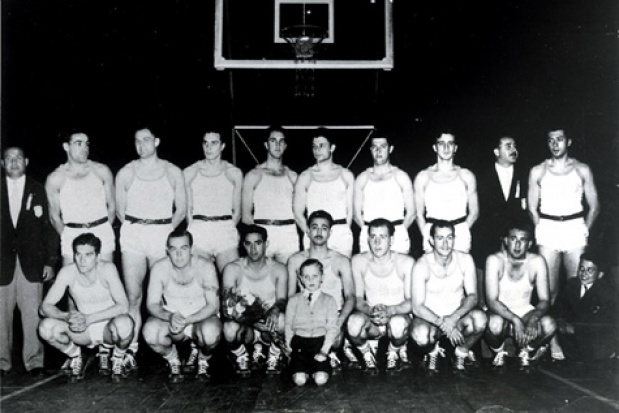
Argentijns basketbalteam dat in 1950 wereldkampioen werd.

1950:  Argentinië · 
1954:  Verenigde Staten · 
1959:  Brazilië · 
1963:  Brazilië · 
1967:  Sovjet-Unie · 
1970:  Joegoslavië · 
1974:  Sovjet-Unie · 
1978:  Joegoslavië · 
1982:  Sovjet-Unie · 
1986:  Verenigde Staten · 
1990:  Joegoslavië · 
1994:  Verenigde Staten · 
1998:  Joegoslavië· 
2002:  Joegoslavië · 
2006:  Spanje · 
2010:  Verenigde Staten · 
2014:  Verenigde Staten ·
2019:  Spanje ·
2023:  Duitsland